# NGC 1742
NGC 1742 je zvijezda u zviježđu Orionu. 

## Vanjske poveznice
- SEDS: NGC 1742